# Bayannurosaurus
Bayannurosaurus — викопний рід динозаврів ігуанодонтів. Баяннурозаври жили в ранньому апті, 123 млн роки тому, на території сучасної Внутрішньої Монголії, КНР.
Завдовжки до 9 м. Череп бл. 80 см. Ходили переважно на 4 кінцівках, за потреби могли йти тільки на задніх.
Родова назва походить від міського округу Баяннур, де були знайдені рештки, а видову назву perfectus дали тому, що голотипом є майже повний і добре збережений скелет.